# Catalina-Hirschmaus
Die Catalina-Hirschmaus (Peromyscus slevini) ist eine Art der Weißfußmäuse, die ausschließlich auf der mexikanischen Insel Santa Catalina vorkommt.

## Beschreibung
Die Catalina-Hirschmaus ist im Vergleich zu anderen Hirschmäusen relativ groß mit einem großen Körper und einem mittellangen Schwanz. Exemplarische Messungen ergaben für ein Männchen eine Kopfrumpf-Länge von 210 mm und eine Schwanzlänge von 97 mm, für ein Weibchen eine Kopfrumpf-Länge von 214 mm und eine Schwanzlänge von 109 mm. Die Hinterfußlänge betrug 25 bzw. 26 mm und die Länge der Ohren bei beiden jeweils 19 mm. Die Oberseite ist hell zimtfarben mit einzelnen grauen Haaren auf dem Rücken, die Bauchseite ist weiß mit einzelnen zimtfarbenen Haaren. Die Vorderbeine sind ebenfalls zimtfarben und die Füße sind creme-weiß, der Schwanz ist oberseits etwas dunkler als der Rücken und unterseits ebenfalls weiß.
Kennzeichnende Merkmale sind die Ausbildung des Backenzahns M2 sowie drei Zitzenpaare bei den Weibchen. Im Vergleich zur Festlandart Peromyscus californicus ist die Catalina-Hirschmaus etwas größer und zugleich heller. Der Schädel ist zudem etwas schmaler.

## Verbreitung und Lebensraum
Die Catalina-Hirschmaus ist endemisch auf der Pazifikinsel Santa Catalina im Golf von Kalifornien. Diese Insel liegt 23 km östlich des Festlandes und hat eine Fläche von 40 km2
Insgesamt sind für die Insel 96 Pflanzenarten bekannt, dabei dominieren Bursera hindsiana, Bursera microphylla, Colubrina viridis, Encelia farinose, Esenbeckia flava, Euphorbia polycarpa und Ferocactus diguetii und einige weitere. Als Hauptprädator ist die Santa-Catalina-Klapperschlange (Crotalus catalinensis) anzunehmen, die auf der Insel häufig ist.

## Taxonomie
Die Catalina-Hirschmaus wurde von Joseph Mailliard (1857–1945) im Jahr 1924 als neue Art der Hirschmäuse beschrieben. Der wissenschaftliche Name ehrt den US-amerikanischen Zoologen Joseph Richard Slevin (1881–1957).

## Status
In der Roten Liste der gefährdeten Arten der IUCN wird die Catalina-Hirschmaus als kritisch gefährdet bzw. vom Aussterben bedroht eingestuft. Diese Einschätzung basiert vor allem auf dem sehr begrenzten Verbreitungsgebiet sowie auf der abnehmenden Anzahl fortpflanzungsfähiger Individuen auf der Insel. 1931 wurde die Anzahl der Mäuse auf Santa Catalina durch W.H. Burt als hoch eingestuft, 1993 konnte kein einziges Individuum gefunden werden während 1995 15 und 1998 vier Individuen durch Nachfallen gefangen werden konnte.
Als Hauptbedrohung für die Catalina-Hirschmaus wird die wahrscheinlich von Fischern vom kalifornischen Festland auf die Insel eingeführte Peromyscus fraterculus angesehen, die in direkter Konkurrenz zur heimischen Art steht und diese verdrängt.

## Belege
1. 1 2 3 4  Beschreibung nach Álvarez-Castañeda & Cortés-Calva 2002.
2. 1 2 3 4  Peromyscus slevini in der Roten Liste gefährdeter Arten der IUCN 2009. Eingestellt von: Álvarez-Castañeda, S.T. & Castro-Arellano, I., 2008. Abgerufen am 3. November 2009.
3. ↑  Joseph Mailliard: A new mouse (Peromyscus slevini) from the Gulf of California. In: Proceedings of the California Academy of Science. 4th Series, Bd. 12, 1923/1924, S. 1219–1222, online (PDF; 2,38 MB) (Seite nicht mehr abrufbar, festgestellt im April 2018. Suche in Webarchiven)  Info: Der Link wurde automatisch als defekt markiert. Bitte prüfe den Link gemäß Anleitung und entferne dann diesen Hinweis..